# Kantongerecht Oosterhout

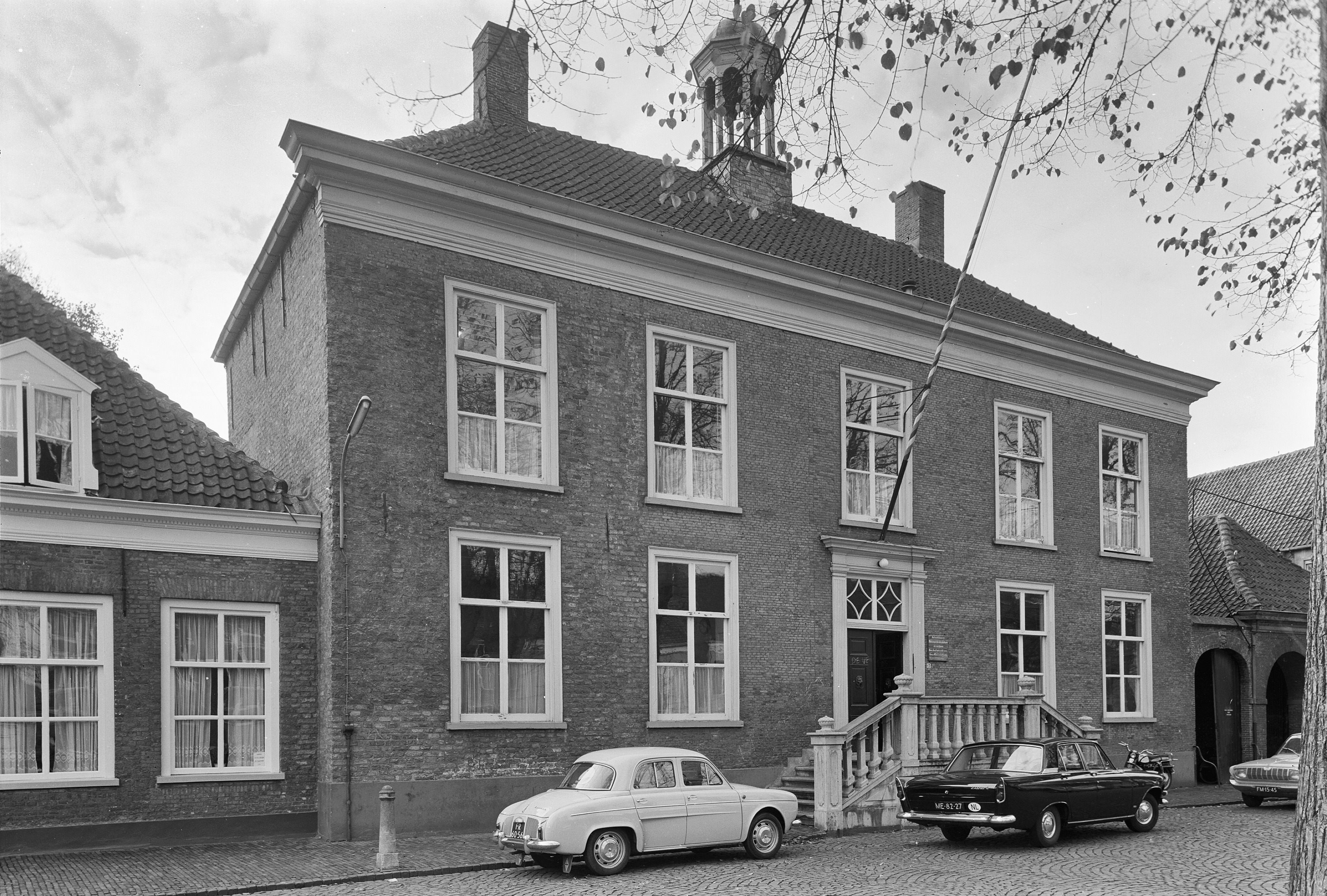
Het Vrijheidshuis zetel van het kantongerecht

Het kantongerecht Oosterhout was van 1838 tot 1934 een van de kantongerechten in Nederland. Bij de oprichting was Oosterhout het derde kanton van het arrondissement Breda. Het gerecht was gevestigd in het Vrijheidshuis uit het begin van de 17e eeuw.